# Каролінський ліс

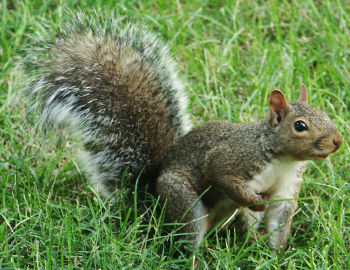
Каролінська сіра білка (Вивірка сіра)

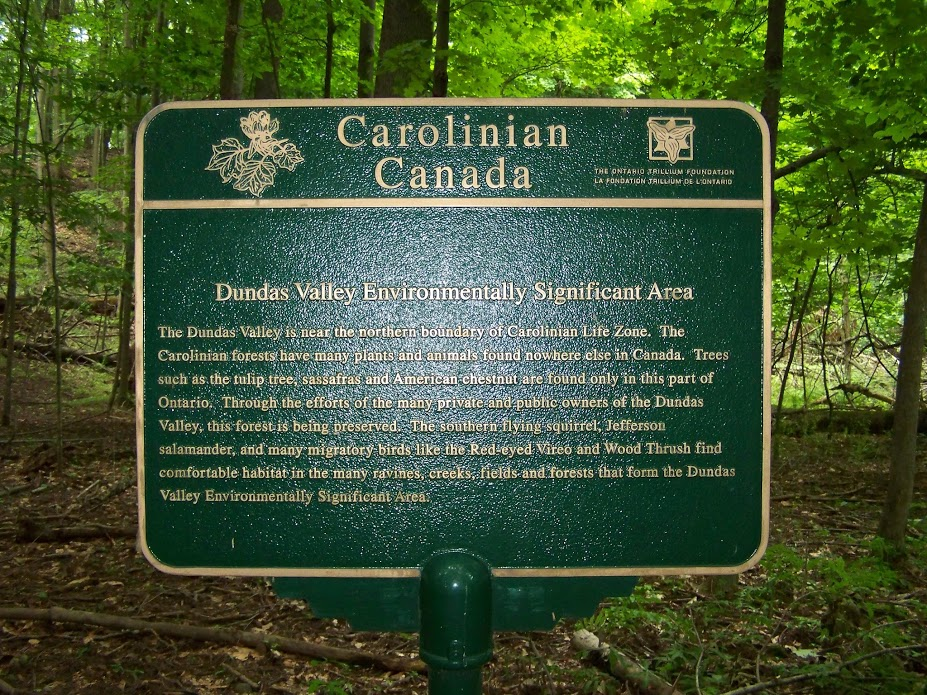
Заповідник Dundas Valley

Каролінський ліс (англ. Carolinian forest) — біом у східній частині Північної Америки. Характеризується переважанням листопадних та широколистяних порід дерев. Термін «Каролінський ліс» використовується переважно в Канаді. У США використовують термін «Східний листяний ліс» (англ. Eastern deciduous forest).

## Короткий опис
Каролінський ліс простягається від Південної Кароліни в США на півдні і до Південного Онтаріо в Канаді на півночі.
Деревні породи представлені переважно ясеном, березою, каштаном, гікорі, дубом, волоським горіхом, а також тюльпанним деревом американським.
Каролінський ліс є місцем проживання вивірки сірої (Sciurus carolinensis). Останнім часом вид став проникати до Шотландії, Ірландії, Англії та Італії, витісняючи звідти звичайних вивірок. Витіснення відбувається через те, що вивірка сіра має певну толерантність до вірусу паравіспи вивірок, який вбиває звичайних вивірок.
Вважається, що каролінський ліс Канади вже знищений на 80 відсотків. Частина, що залишилася, становить переважно окремі ділянки, і продовжує зникати під впливом антропогенезу.
Типовим зразком Каролінського лісу є заповідник "Dundas Valley Conservation Area", розташований у долині Ніагарського розлому, поблизу канадського міста Дандас. Колись це місце було північною межею біома. Ділянки типового каролінського лісу є також у національному парку Пойнт-Пілі, а також на найпівденнішому шматку суші Канади - островах Пілі та Міддл.

## Приклади видів
- Олень білохвостий
- Опосум віргінський
- Американський борсук
- Болотянка чорногорла
- Пісняр жовтий
- Поплітник каролінський
- Іктерія
- Opuntia humifusa[en]
- Тюльпанне дерево американське
- Sassafras[en]